# Krasnyje Barrikady
Krasnyje Barrikady (ros. Красные Баррикады) – osiedle typu miejskiego w Rosji, w obwodzie astrachańskim, w rejonie ikrianinskim. W 2010 liczyło 6488 mieszkańców.